# 3638 Девіс
3638 Девіс (3638 Davis) — астероїд головного поясу, відкритий 20 листопада 1984 року.
Тіссеранів параметр щодо Юпітера — 3,215.